# HMS Abdiel (N21)
HMS Abdiel (N21) byla minonoska britského královského námořnictva z éry studené války. Jedná se o jedinou minonosku britského námořnictva postavenou od konce druhé světové války. Provozována byla v letech 1967–1988. Po vyřazení byla sešrotována.

## Stavba
Stavba plavidla byla objednána v roce 1965 u britské loděnice John I. Thornycroft & Company ve Woolstonu u Southamptonu. Kýl byl založen 23. května 1966, trup byl na vodu spuštěn 22. ledna 1967 a plavidlo bylo do služby přijato 17. října 1967.

## Konstrukce
Plavidlo bylo vyzbrojeno jedním 40mm kanónem Bofors. Pojmulo až 44 námořních min. Pohonný systém tvořily dva diesely Paxman Ventura o celkovém výkonu 2960 bhp, pohánějící dva lodní šrouby. Nejvyšší rychlost dosahovala 16 uzlů.

### Modernizace
V roce 1978 bylo plavidlo přestavěno tak, aby mohlo nadále sloužit ke kladení cvičných min pro výcvik britských minolovek.